# Item Industrietechnik
Die Item Industrietechnik GmbH (Eigenschreibweise item) ist ein deutsches Unternehmen mit Hauptsitz in Solingen (Nordrhein-Westfalen) und weltweit tätiger Entwickler und Anbieter des MB Systembaukastens für industrielle Anwendungen in den Bereichen Maschinenbau, Arbeitsplatzsysteme und Materialbeschaffung. Basis des Baukastens sind Aluminiumprofile, eine darauf abgestimmte Verbindungstechnik und verschiedenste Funktionselemente.
Das Unternehmen unterhält Zweigniederlassungen an elf Standorten in Deutschland sowie Tochterunternehmen in den USA, Mexiko, China, Italien, Polen, Frankreich und der Schweiz. Auf anderen ausländischen Märkten ist Item durch verschiedene Distributoren vertreten.

## Geschichte
Die Item Industrietechnik und Maschinenbau GmbH wurde 1976 als Konstruktionsbüro und Hersteller von Sondermaschinen in Solingen gegründet. Aufgrund des wachsenden Bedarfs an Sonderlösungen für die Industrie verlagerte sich der Schwerpunkt auf den Sondermaschinenbau, zunächst in den Bereichen Montage- und Schleiftechnik, später zunehmend für die Montage- und Prüftechnik sowie die Verkettung von Produktions- und Handarbeitsplätzen.
Aus der Idee, fertige Einheiten bereitzustellen, aus denen individuelle Maschinen bzw. Einrichtungen flexibel, zeit- und kostensparend gefertigt werden konnten, entwickelte das Unternehmen die Stahl-Modulbauweise für den Sondermaschinenbau. Zunächst wurden Maschinengestelle in kompakter Containerform konzipiert, die sowohl die Integration von Funktionsmodulen als auch die notwendiger Schutzeinrichtungen ermöglichten.
Um den vor allem im Bereich der Verbindungstechnik hohen Aufwand der mechanischen Arbeitsgänge zu reduzieren, entwickelte Item Anfang der 1980er Jahre ein modulares Profilsystem und kombinierte dieses mit einer neuen Verbindungstechnik. 1984 wurde dann der Systembaukasten, bestehend aus Aluminiumprofilen, Verbindungstechnik und Funktionselementen, in den Markt eingeführt. Um eine klare Trennung zwischen Sondermaschinenbau und Vertrieb und Entwicklung des MB Systembaukastens zu realisieren, verlagerte man Anfang der 1990er Jahre den Sondermaschinenbau in eigene Geschäftsräume.
Seit den frühen Anfängen bietet Item außerdem komplette Arbeitsplatzsysteme an. 2010 wurde daraus ein eigenständiger Produktbereich. Die Arbeitsplatzsysteme decken die Bereiche Fertigungslinien, Fertigungsinseln und Einzelarbeitsplätze ab. Ebenfalls wurde 2010 der MB Systembaukasten durch die Baureihe D30 ergänzt, die zum MB System kompatibel ist.
Item bietet einbaufertige Komplettsysteme sowie Antriebs- und Führungstechniken für individuelle Prozessautomatisierung an. Item bietet Software rund um die Systembaukästen an.
Das Item-Stammhaus ist in Solingen Aufderhöhe ansässig. Seit 2016 befindet sich in Solingen die Europazentrale. Die Anlage auf dem 67.000 m² großen Grundstück bündelt die Geschäftsbereiche des Groß- und Einzelhandels. Item verfügt über Standorte in Berlin, Freiburg, Hamburg, Hannover, Ludwigsburg, Mannheim, Mühlhausen, Nossen und Ulm.
Item verfügt über einige Standorte im europäischen und internationalen Raum. 1992 gründete Item in Italien sein erstes europäisches Tochterunternehmen. 1997 wurde das Tochterunternehmen Item America, LLC gegründet. Es folgten 2002 Item Schweiz und 2005 Item Polen. Seit 2011 hat Item eine Niederlassung in China.

## Auszeichnungen
| Jahr | Organisation    | Ausgezeichnetes Produkt                       |
| ---- | --------------- | --------------------------------------------- |
| 1986 | iF Design Award | item MB Systembaukasten                       |
| 1988 | iF Design Award | Modulares Längsführungssystem                 |
| 1991 | iF Design Award | Kugelhülsenführung                            |
| 1993 | iF Design Award | HITRAIN 200 modulares Transfersystem          |
| 1994 | iF Design Award | Winkelgetriebe WG                             |
| 1995 | iF Design Award | TRIGO Arbeitsplatzsystem                      |
| 1996 | iF Design Award | Abdeckprofilsystem                            |
| 1997 | iF Design Award | Greifschalen                                  |
| 2008 | iF Design Award | Baureihe X                                    |
| 2011 | iF Design Award | Haltersystem, Baureihe D30                    |
| 2013 | iF Design Award | Baureihe XMS                                  |
| 2014 | iF Design Award | Treppen-Podeste-System TPS                    |
| 2014 | iF Design Award | Maschinenleuchten LED                         |
| 2015 | iF Design Award | Material-Bereitstellungssystem "Ergologistik" |
| 2016 | iF Design Award | Bedienelemente Pi                             |
| 2020 | iF Design Award | Schutzabdeckung D30                           |
| 2021 | iF Design Award | Knotenbleche                                  |
| 2023 | iF Design Award | Tischsäulensätze K                            |
| 2024 | iF Design Award | Hängefördersystem                             |
| 2025 | iF Design Award | Modulares Schubladen-System                   |